# Теория термодинамического подобия
Теория термодинамического подобия — раздел физики и физической химии, в основе которого лежит применение принципов теории подобия к расчетному определению свойств веществ.
Согласно основной идее теории термодинамического подобия, зависимость между физико-химическими свойствами химических соединений, выраженными в безразмерной форме, справедлива для большой совокупности подобных химических соединений. Так, для параметров состояния вещества подобная зависимость имеет вид:
{\displaystyle f(T_{pr},P_{pr},V_{pr})=0}
где {\displaystyle T_{pr},P_{pr},V_{pr}} — приведённые значения температуры, давления и молярного объёма (то есть отнесённые к их значениям в критической точке):
{\displaystyle T_{pr}=T/T_{k},P_{pr}=P/P_{k},V_{pr}=V/V_{k}}
Одной из форм этого уравнения является уравнение Ван-дер-Ваальса, записанное относительно приведённых параметров (приведённое уравнение Ван-дер-Ваальса):
{\displaystyle \left(P_{pr}+{\frac {3}{{V_{pr}}^{2}}}\right)\left(V_{pr}-{\frac {1}{3}}\right)={\frac {8}{3}}T_{pr}}
Зная такое уравнение для группы веществ, можно рассчитать приведённое значение неизвестного параметра по двум известным, например:
{\displaystyle P_{pr}=\varphi (T_{pr},V_{pr})}
Одним из центральных положений теории термодинамического подобия является закон соответственных состояний. Соответственные состояния — состояния веществ с одинаковыми значениями приведённых параметров, то есть вещества в соответственных состояниях пропорционально удалены от критического состояния. Согласно первоначальной формулировке закона соответственных состояний, при равенстве двух приведённых параметров нескольких веществ третий приведённый параметр также должен быть одинаковым для этих веществ.
В ходе развития теории термодинамического подобия было показано, что в соответственных состояниях подобных веществ одинаковы не только безразмерные параметры состояния, но и инварианты любых физико-химических свойств. Выражение для расчёта P, приведённое выше, может быть записано в более общей форме (двухпараметрическая форма закона соответственных состояний):
{\displaystyle y_{pr}=\varphi (T_{pr},V_{pr})}
Это выражение — критериальное уравнение термодинамического подобия.
Наличие или отсутствие подобия между некоторыми веществами выявляется при сопоставлении значений определяющего критерия подобия, рассчитываемого из известных характеристик этих веществ. В общем случае для описания термодинамического подобия используют несколько определяющих критериев. Определяющие критерии подобия могут учитываться при расчёте двумя способами:
- использование разных уравнений для разных групп веществ, в зависимости от определяющего критерия подобия
- ввод определяющих критериев подобия в число аргументов критериального уравнения термодинамического подобия, например:

{\displaystyle y_{pr}=\varphi (T_{pr},V_{pr},A,B)}
где A и B — безразмерные параметры, описывающие подобие веществ.
Выбор переменных в выражении выше определяется природой исследуемой системы — так, для описания свойств жидкостей в большинстве случаев оптимально использование T и V, а для газообразного состояния вещества — T и P.
Для достаточно широкого класса веществ термодинамическое подобие может быть описано с помощью одного определяющего критерия, закон соответственных состояний для них можно записать в трёхпараметрической форме:
{\displaystyle y_{pr}=\varphi (T_{pr},V_{pr},A)}
Здесь в качестве третьего параметра (A) часто используется, к примеру, фактор ацентричности Питцера.
Теория термодинамического подобия резко увеличивает информативность сведений о свойствах веществ, позволяя распространить закономерность, установленную для нескольких отнотипных веществ, на большую группу им подобных, или рассчитать нужные физико-химические свойства вещества, обладая лишь небольшим объёмом информации о нём.